# Saint-Paul-de-Vence
Pour les articles homonymes, voir Saint-Paul.
Ne doit pas être confondu avec Vence ou Saint-Pierre-sur-Vence.
Saint-Paul-de-Vence est une commune française située dans le département des Alpes-Maritimes en région Provence-Alpes-Côte d'Azur.

## Géographie
Le village de Saint-Paul-de-Vence s'élève sur un éperon rocheux situé entre les Alpes et la Méditerranée, à l'ouest duquel coule le Malvan, un affluent de la Cagne.

### Communes limitrophes
| Vence             | Vence               | Vence          |
| La Colle-sur-Loup | Saint-Paul-de-Vence | Cagnes-sur-Mer |
| La Colle-sur-Loup | Cagnes-sur-Mer      | Cagnes-sur-Mer |

### Climat
Pour des articles plus généraux, voir Climat de Provence-Alpes-Côte d'Azur et Climat des Alpes-Maritimes.
En 2010, le climat de la commune est de type climat méditerranéen franc, selon une étude du Centre national de la recherche scientifique s'appuyant sur une série de données couvrant la période 1971-2000. En 2020, Météo-France publie une typologie des climats de la France métropolitaine dans laquelle la commune est exposée à un climat méditerranéen et est dans la région climatique Var, Alpes-Maritimes, caractérisée par une pluviométrie abondante en automne et en hiver (250 à 300 mm en automne), un très bon ensoleillement en été (fraction d’insolation > 75 %), un hiver doux (8 °C) et peu de brouillards.
Pour la période 1971-2000, la température annuelle moyenne est de 15,3 °C, avec une amplitude thermique annuelle de 15,2 °C. Le cumul annuel moyen de précipitations est de 890 mm, avec 5,9 jours de précipitations en janvier et 2,3 jours en juillet. Pour la période 1991-2020, la température moyenne annuelle observée sur la station météorologique de Météo-France la plus proche, « Valbonne-Sophia », sur la commune de Valbonne à 11 km à vol d'oiseau, est de 15,9 °C et le cumul annuel moyen de précipitations est de 920,3 mm. 
La température maximale relevée sur cette station est de 38 °C, atteinte le 24 août 2023 ; la température minimale est de −3,3 °C, atteinte le 11 février 2012,,.
Les paramètres climatiques de la commune ont été estimés pour le milieu du siècle (2041-2070) selon différents scénarios d'émission de gaz à effet de serre à partir des nouvelles projections climatiques de référence DRIAS-2020. Ils sont consultables sur un site dédié publié par Météo-France en novembre 2022.

## Urbanisme

### Typologie
Au 1er janvier 2024, Saint-Paul-de-Vence est catégorisée ceinture urbaine, selon la nouvelle grille communale de densité à 7 niveaux définie par l'Insee en 2022.
Elle appartient à l'unité urbaine de Nice, une agglomération intra-départementale dont elle est une commune de la banlieue,. Par ailleurs la commune fait partie de l'aire d'attraction de Nice, dont elle est une commune de la couronne,. Cette aire, qui regroupe 100 communes, est catégorisée dans les aires de 200 000 à moins de 700 000 habitants,.

## Toponymie
En raison de sa proximité avec la commune de Vence et pour la distinguer des autres communes portant le nom de Saint-Paul, la commune a depuis longtemps été appelée officieusement « Saint-Paul de Vence » mais le nom de Saint-Paul-de-Vence n’est officiel que depuis 2011,. Sous la Révolution, on écrivait Sainpaul.
Sur le cadastre napoléonien de Vence, daté du 1er janvier 1834, il est fait mention d'une « route de Gréolière à Saint-Paul-du-Var » car Saint-Paul-de-Vence, proche de l'ancienne frontière avec le royaume de Sardaigne jusqu'en 1860, se trouvait alors dans le département du Var.
La commune a ensuite conservé officiellement ce nom jusqu’en 1913.

## Histoire

### Moyen Âge
C'est vraisemblablement entre le Xe et le XIIe siècle qu'un habitat se regroupe, autour de l'ancienne église Saint-Michel-du-Puy, au sud et à proximité du château sur la partie la plus élevée de la colline.
Au Moyen Âge, la région est administrée par les comtes de Provence. Au XIIIe siècle, le comte Charles II accorde plusieurs privilèges à Saint-Paul, parmi lesquels celui d’organiser un marché hebdomadaire (1285). Au début du XIVe siècle, Saint-Paul acquiert de plus en plus d’autonomie et devient une ville prospère de commerçants et de notables. La ville devient le chef-lieu d’un important bailliage dont dépendent Tourrettes-sur-Loup, Villeneuve-Loubet, le Broc, Cagnes ou encore Bézaudun.
En 1388, Nice et sa région se détachent de la Provence pour se rattacher aux États du comte de Savoie. La frontière orientale de la Provence est alors redessinée pour se matérialiser par le cours inférieur du Var. Ce nouveau contexte confère à Saint-Paul une position stratégique : la ville devient une place forte frontalière pendant cinq siècles. Saint-Paul connaît une première campagne de fortification dans la deuxième moitié du XIVe siècle : la porte Nord de la ville, dite « Porte de Vence », remonte à cette muraille médiévale.

### LeXVIesiècle
À l'époque des guerres d'Italie, la Provence est envahie à deux reprises par les troupes de Charles Quint : en 1524 Saint-Paul est occupée, en 1536 la ville est une nouvelle fois assiégée. Considérant la faiblesse de la frontière côté provençal et l’obsolescence des fortifications médiévales de Saint-Paul, François Ier décide en 1538 de doter la ville de nouveaux remparts, capables de résister à la puissance de l’artillerie. Cette enceinte bastionnée, élevée entre 1543 et 1547 par l'ingénieur provençal Jean de Renaud, dit Saint Remy, sans partage avec des ingénieurs italiens, est conservée dans son intégralité. Sur ses fronts nord et sud, quatre solides bastions protègent les deux portes de la ville.

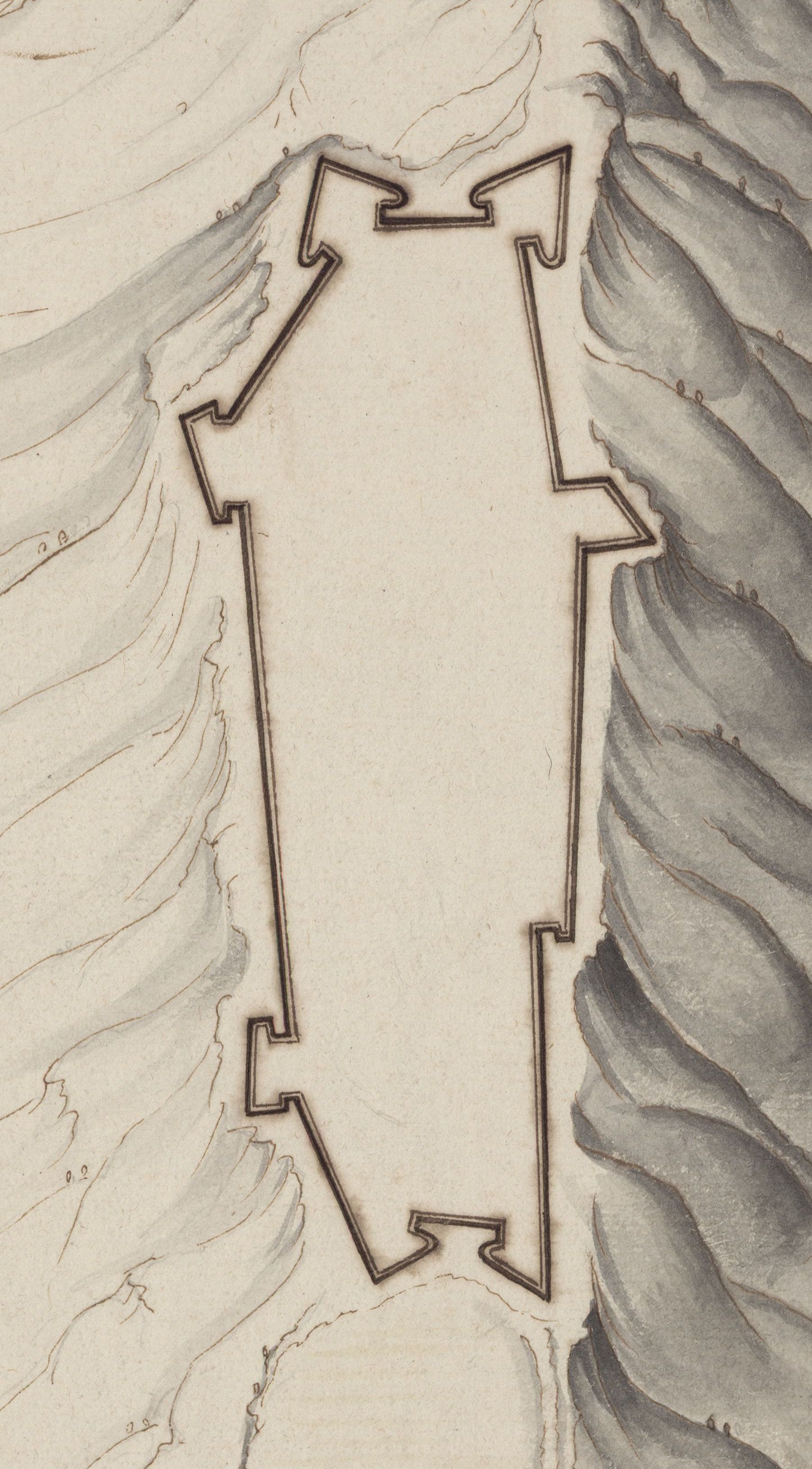
Plan des remparts.
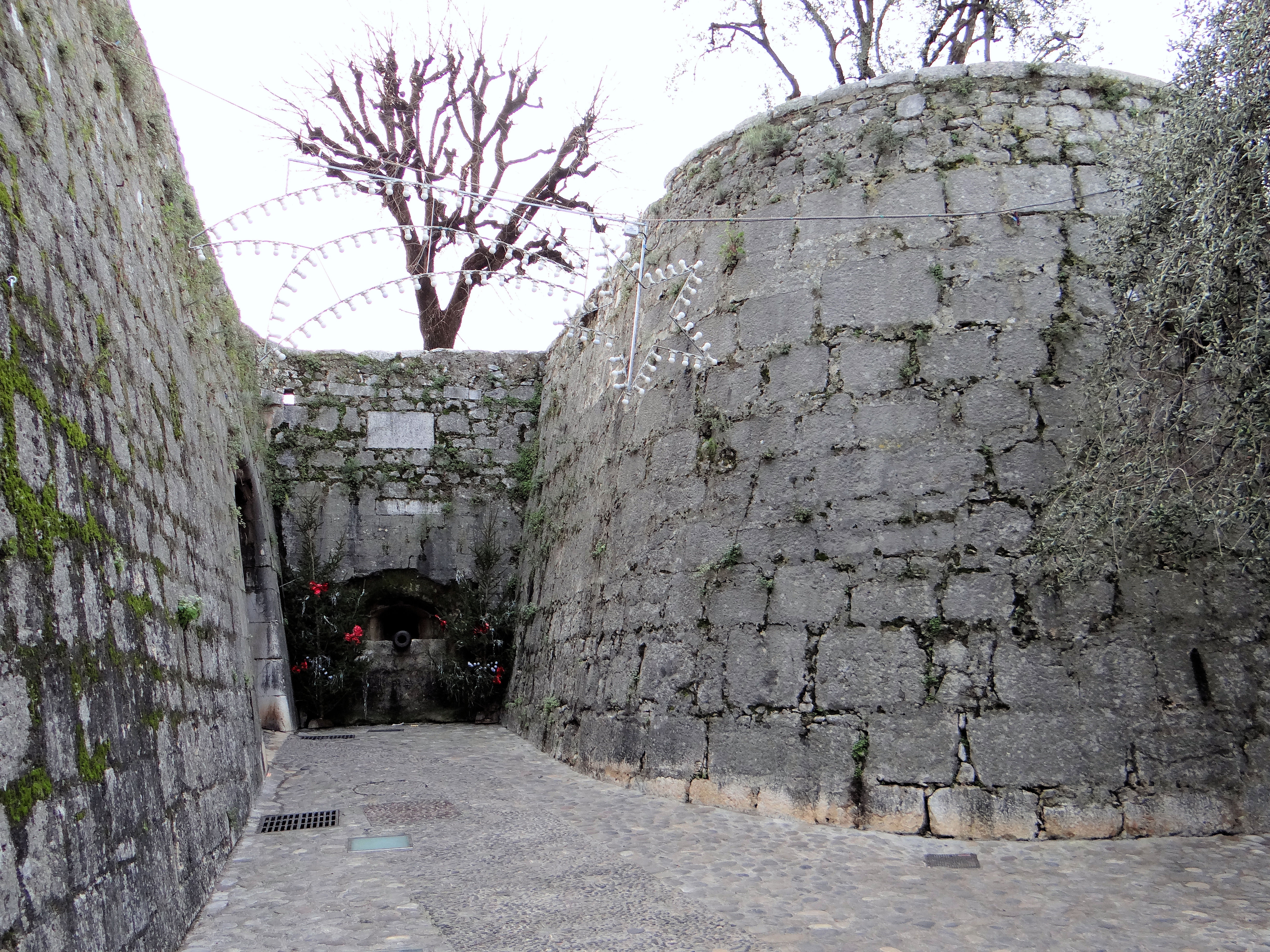
Le bastion du Dauphin avec sa casemate et la porte de Vence.

### LeXVIIesiècle
Au XVIIe siècle, Saint-Paul connaît un rayonnement religieux grâce à l'influence d'Antoine Godeau, évêque de Vence. L'église, élevée au rang de collégiale, est agrandie et embellie. Saint-Paul connaît également un renouveau urbanistique grâce aux familles de nobles et notables qui construisent de somptueux hôtels particuliers, en particulier dans la rue Grande. Saint-Paul conserve sa vocation de place forte militaire, aussi Vauban vient-il inspecter les fortifications en 1693 et 1700.

## Héraldique
| Blason de Saint-Paul-de-Vence | Blason  | D’azur à saint Paul de carnation chevelé, barbé, auréolé et habillé d’argent, s’appuyant de sa main dextre sur une épée et tenant dans la senestre un livre ouvert, le tout du même. |
| Blason de Saint-Paul-de-Vence | Détails | Le statut officiel du blason reste à déterminer. |

## Politique et administration

### Liste des maires
| Période | Période  | Identité                                     | Étiquette | Qualité                                             |
| ------- | -------- | -------------------------------------------- | --------- | --------------------------------------------------- |
| 1790    | 1790     | Paul Bernard                                 |           |                                                     |
| 1790    | 1791     | Scipion-Joseph Mougins                       |           |                                                     |
| 1791    | 1792     | Cézar Layet                                  |           |                                                     |
| 1792    | 1802     | François Alziary                             |           |                                                     |
| 1802    | 1804     | Bonnet                                       |           |                                                     |
| 1804    | 1808     | Layet                                        |           |                                                     |
| 1808    | 1817     | Jean Jacques Guevarre                        |           |                                                     |
| 1817    | 1821     | Paul Gardenquy                               |           |                                                     |
| 1821    | 1822     | Jean-Jacques Achard                          |           |                                                     |
| 1822    | 1825     | Jacques Joseph Rapet                         |           |                                                     |
| 1825    | 1830     | Casimir Bonnet Raymond Layet                 |           |                                                     |
| 1830    | 1831     | Antoine-Paul Gazagnaire                      |           |                                                     |
| 1831    | 1835     | Joseph-Jules-Hypolite Euzières de la Valette |           |                                                     |
| 1835    | 1843     | Antoine-Paul Gazagnaire                      |           |                                                     |
| 1843    | 1849     | Casimir Bonnet Raymond Layet                 |           |                                                     |
| 1849    | 1852     | Honoré Léandre Fouque                        |           |                                                     |
| 1852    | 1855     | Honoré-Joseph Bérard                         |           |                                                     |
| 1855    | 1857     | Jean-Baptiste Layet                          |           |                                                     |
| 1857    | 1861     | Gaspard Gardenquy                            |           |                                                     |
| 1861    | 1870     | Henri Layet                                  |           |                                                     |
| 1870    | 1871     | Honoré-Léandre Fouque                        |           | Président de la Commission municipale               |
| 1871    | 1874     | Henri Layet                                  |           |                                                     |
| 1874    | 1878     | Joseph Louis Rapet                           |           |                                                     |
| 1878    | 1881     | Théodore Lions                               |           |                                                     |
| 1881    | 1888     | Antoine-Paul Fouque                          |           |                                                     |
| 1888    | 1888     | Alfred Layet                                 |           |                                                     |
| 1888    | 1888     | André Raybaud                                |           |                                                     |
| 1888    | 1894     | Alfred Layet                                 |           |                                                     |
| 1894    | 1912     | Gustave Patarrin                             |           |                                                     |
| 1912    | 1919     | Victor Sénès                                 |           |                                                     |
| 1919    | 1928     | Josephin Verdet                              |           |                                                     |
| 1928    | 1944     | Joseph Demargne                              |           |                                                     |
| 1944    | 1945     | Général Paul Pouderoux                       |           | Président de la délégation spéciale                 |
| 1945    | 1995     | Marius Issert                                | DVD       | Juge au Tribunal de commerce d'Antibes              |
| 1995    | 2014     | René Buron                                   | DVD       | Retraité                                            |
| 2014    | 2020     | Joseph Le Chapelain                          | DVD       | Ancien ingénieur IBM, premier adjoint (2001 → 2011) |
| 2020    | En cours | Jean-Pierre Camilla                          | DVD       | Retraité Air France, ancien premier adjoint         |

## Démographie
L'évolution du nombre d'habitants est connue à travers les recensements de la population effectués dans la commune depuis 1793. Pour les communes de moins de 10 000 habitants, une enquête de recensement portant sur toute la population est réalisée tous les cinq ans, les populations de référence des années intermédiaires étant quant à elles estimées par interpolation ou extrapolation. Pour la commune, le premier recensement exhaustif entrant dans le cadre du nouveau dispositif a été réalisé en 2005.

En 2022, la commune comptait 3 190 habitants, en évolution de −7,7 % par rapport à 2016 (Alpes-Maritimes : +2,85 %, France hors Mayotte : +2,11 %).
| 1793  | 1800  | 1806  | 1821  | 1831  | 1836  | 1841 | 1846 | 1851 |
| ----- | ----- | ----- | ----- | ----- | ----- | ---- | ---- | ---- |
| 1 057 | 1 051 | 1 066 | 1 095 | 1 043 | 1 023 | 936  | 936  | 958  |

| 1856 | 1861 | 1866 | 1872 | 1876 | 1881 | 1886 | 1891 | 1896 |
| ---- | ---- | ---- | ---- | ---- | ---- | ---- | ---- | ---- |
| 837  | 810  | 764  | 732  | 714  | 689  | 735  | 691  | 766  |

| 1901 | 1906 | 1911 | 1921 | 1926  | 1931 | 1936  | 1946  | 1954  |
| ---- | ---- | ---- | ---- | ----- | ---- | ----- | ----- | ----- |
| 761  | 758  | 772  | 750  | 1 000 | 998  | 1 041 | 1 073 | 1 250 |

| 1962  | 1968  | 1975  | 1982  | 1990  | 1999  | 2005  | 2006  | 2010  |
| ----- | ----- | ----- | ----- | ----- | ----- | ----- | ----- | ----- |
| 1 416 | 1 570 | 1 917 | 2 542 | 2 903 | 2 847 | 3 336 | 3 338 | 3 486 |

| 2015  | 2020  | 2022  | - | - | - | - | - | - |
| ----- | ----- | ----- | - | - | - | - | - | - |
| 3 451 | 3 179 | 3 190 | - | - | - | - | - | - |

## Économie
Saint-Paul-de-Vence est un des hauts lieux du tourisme notamment pour ses très nombreuses galeries d'art ce qui a pour conséquence d'avoir vidé le village de ses commerces traditionnels.
Saint-Paul-de-Vence abrite également sur ses hauteurs de nombreuses villas qui appartiennent à des millionnaires français ou étrangers.

## Culture locale et patrimoine

### Lieux et monuments

#### Édifices civils
- Les remparts : élevés sur l’ordre de François Ier comme réplique à la citadelle de Nice, de 1544 à 1547, ils n’ont guère subi d’altération. C'est une des premières fortifications bastionnées construites en France. Elle est l'œuvre de l'ingénieur militaire Jean de Renaud dit Saint Remy. Vauban a inspecté ces remparts au cours d'une de ses tournées d'inspection des fortifications, en 1700.
- L’auberge La Colombe d’or qui abrite des œuvres de Picasso, Matisse, Miró, Modigliani, Braque, Fernand Léger, Maurice Utrillo, Chagall ou Ben. Hôtel restaurant ouvert en 1931 par Paul Roux († 1953) avec seulement trois chambres au départ, le lieu a vu passer nombre de célébrités, surtout des peintres, acteurs ou chanteurs, tels Winston Churchill, Arletty, Jacques Prévert, Sophia Loren, Lino Ventura, Juliette Gréco, Jean-Loup Dabadie, Michel Berger, Stephan Eicher ou Brad Pitt. En 1951, Simone SignoretSimone Signoret s'y marie avec Yves Montand, puis plus tard, en 1993, Bill Wyman avec Suzanne Accosta. Dans les années 1980, l'établissement compte 25 chambres[25].
- La fondation Maeght : haut lieu de  l’art moderne et contemporain, dirigée par Aimé puis Adrien Maeght. Elle abrite des expositions temporaires et des sculptures in situ dans le parc. On y retrouve les grands noms de l’art moderne, en parcourant les salles et les jardins de ce lieu d’exception, avec les œuvres de Miró, Giacometti, Chagall ou Léger, des liens qui ont uni la famille Maeght aux artistes de leur temps, ainsi que l'architecture des bâtiments conçus par Josep Luís Sert.
- Le musée d’histoire locale offre un intéressant raccourci de l’histoire de la commune qui fut souvent aussi celle de l’histoire de la Provence.
- Le cimetière de Saint-Paul-de-Vence comporte la tombe de Marc Chagall et la chapelle Saint-Michel.
- Le pontis, passage au-dessus de la rue Grande, datant du XVe siècle.
- La tour seigneuriale, à côté de l'église, servant aujourd'hui de mairie.
- L'aqueduc des Moulins qui alimentait les moulins de la commune. En 1730, un inventaire mentionne à Saint-Paul cinq fours à pains, cinq moulins à huile et deux moulins à farine[26].

#### Édifices religieux

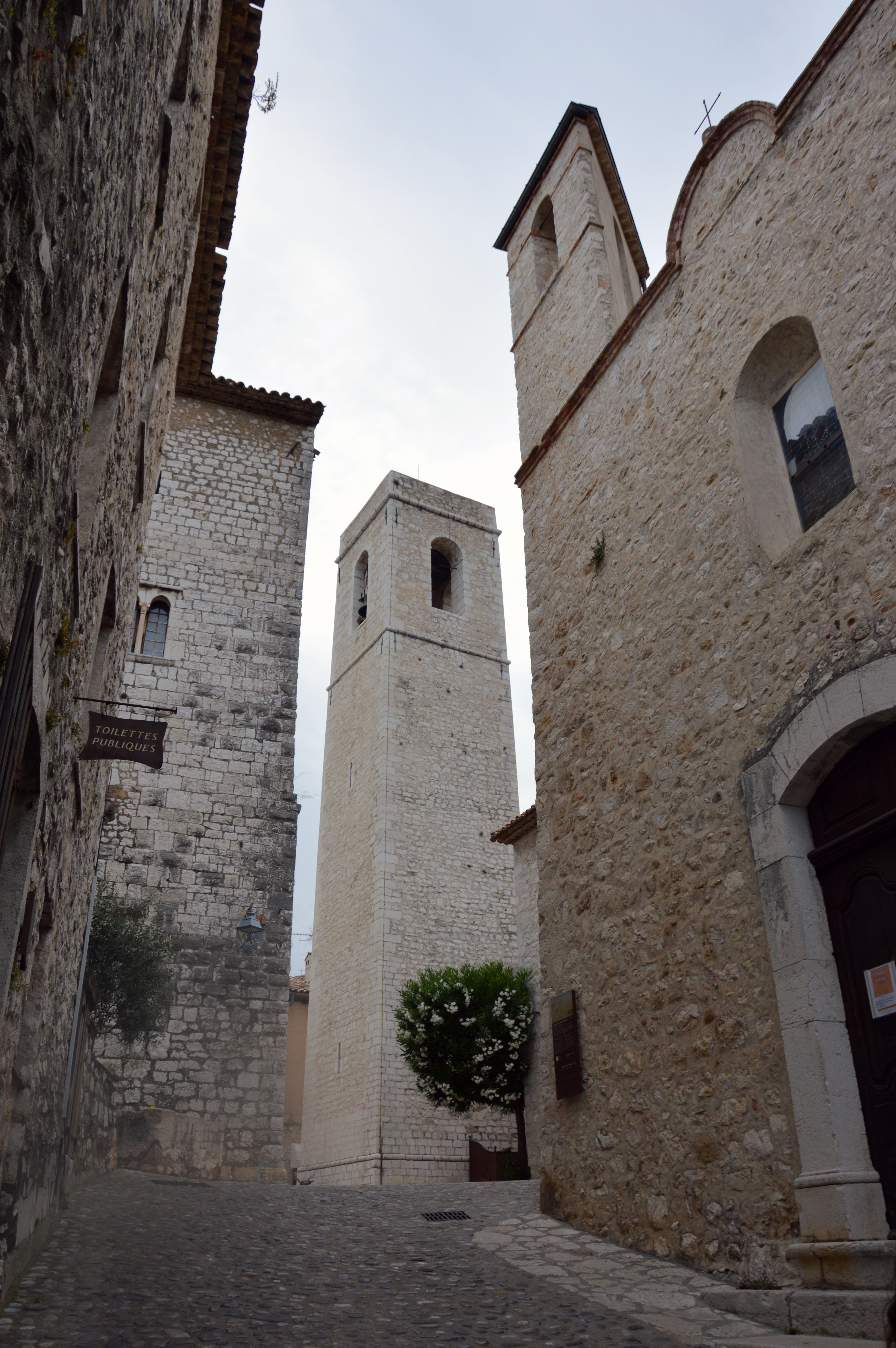
L'église collégiale de la Conversion-de-Saint-Paul (centre) et la Chapelle des Pénitents Blancs (droit).

- Église collégiale de la Conversion-de-Saint-Paul : (XIIe – XIIIe siècle) restaurée au XVIIe siècle. Érigée en collégiale en 1666. Dans la chapelle Saint-Clément, ornée de stucs, l’autel est formé d’un bas-relief représentant le martyre de saint Clément et deux tableaux, l’un de l’école italienne, l’autre de l’école de Murillo ; l’église contient aussi un tableau de sainte Catherine d’Alexandrie du Tintoret. Dans la sacristie, le trésor comprend des statues en argent et en vermeil (une Vierge noire), des reliquaires, des croix. Dans la chapelle des fonts baptismaux, gracieuse statuette de la Vierge, en albâtre, du XVe siècle. Le chœur est décoré de stalles sculptées. Le beau chemin de croix en noyer, peint selon une technique du XVIe siècle, la détrempe à la colle, est moderne.
- Chapelle Sainte-Croix, chapelle des pénitents blancs (XVIIe siècle) : Jean-Michel Folon y a réalisé un vaste projet de décoration. Son étonnant clocher à  trois faces complète l’harmonie de la partie culminante du village, entre la place de l’Église et la rue Cassette. Un travail nettement inspiré par l’esprit du lieu qu’il avait transcrit avec précision sur des dessins et aquarelles. Avant la décoration artistique, trois années de travaux de restauration ont permis de remettre en état la toiture, les voûtes intérieures, l’électricité et le chauffage.
Il y a travaillé jusqu’à sa mort en 2005. Il compose 8 toiles, 4 vitraux, 2 sculptures et une mosaïque de 106 m2 aux lignes simples et douces.
La chapelle, inaugurée en juin 2008 est aussi la dernière chapelle décorée du Sud méditerranéen.
- Chapelle Sainte-Claire, route de Vence, XVe siècle
- Chapelle Saint-Claude-et-Saint-Charles, chemin de Saint-Claire, XVIIe siècle
- Chapelle Notre-Dame de la Gardette, dite Saint-Georges, chemin de Saint-Claire, XVIIIe siècle
- Chapelle moderne Saint-Bernard, chemin de Sainte-Claire.
- Chapelle Saint-Roch, chemin de saint-Roch.
- Chapelle Saint-Michel, dans le cimetière
- Chapelle, de 1885 rue Fontette, actuellement restaurant la petite chapelle.
- Chapelle, rue Fontette.
- Chapelle, des sœurs dominicaines, chemin de Saint-Claire.
- Prieuré Sainte Claire, chemin des Gardettes.

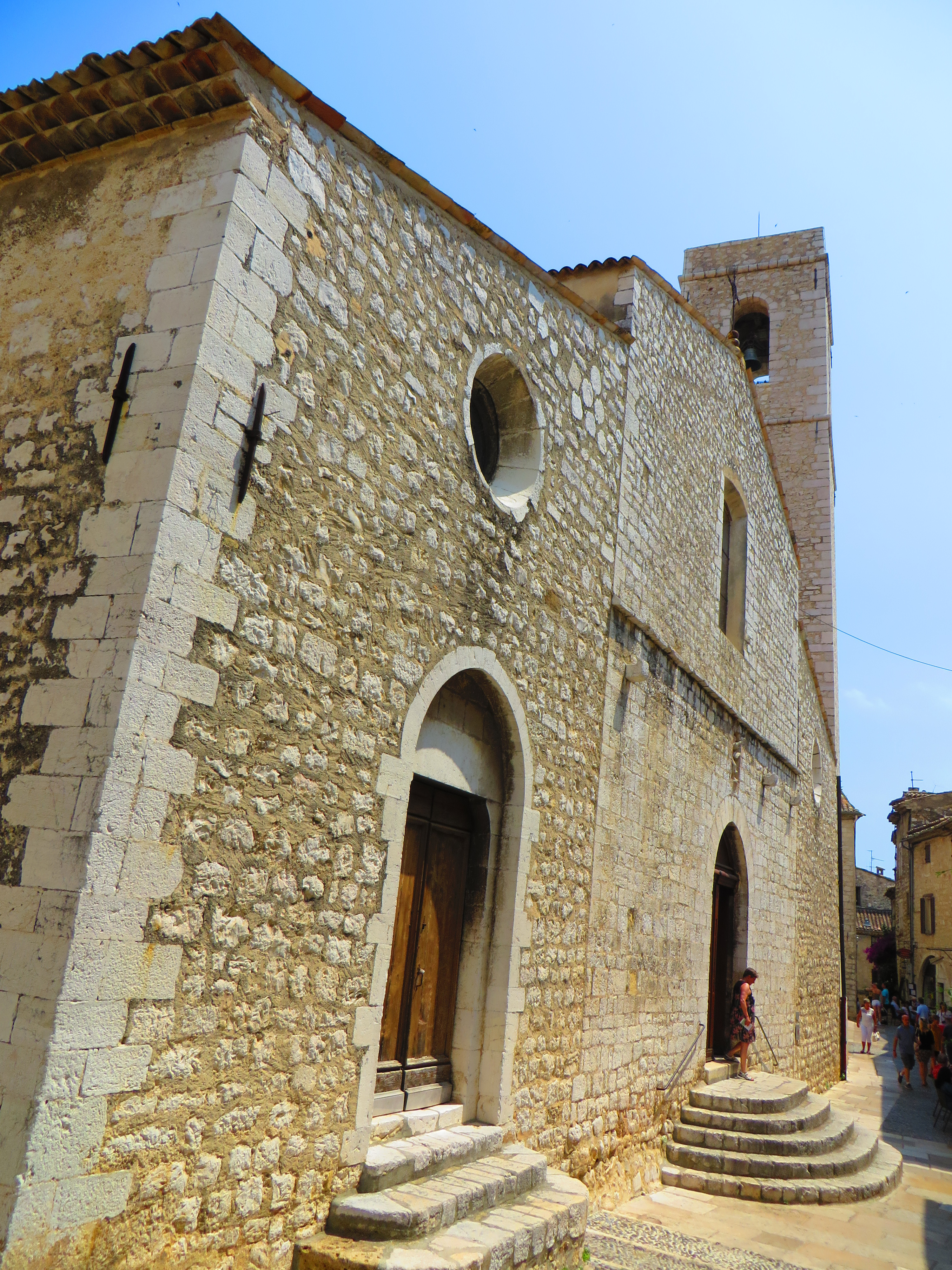
Collégiale de la Conversion-de-Saint-Paul.
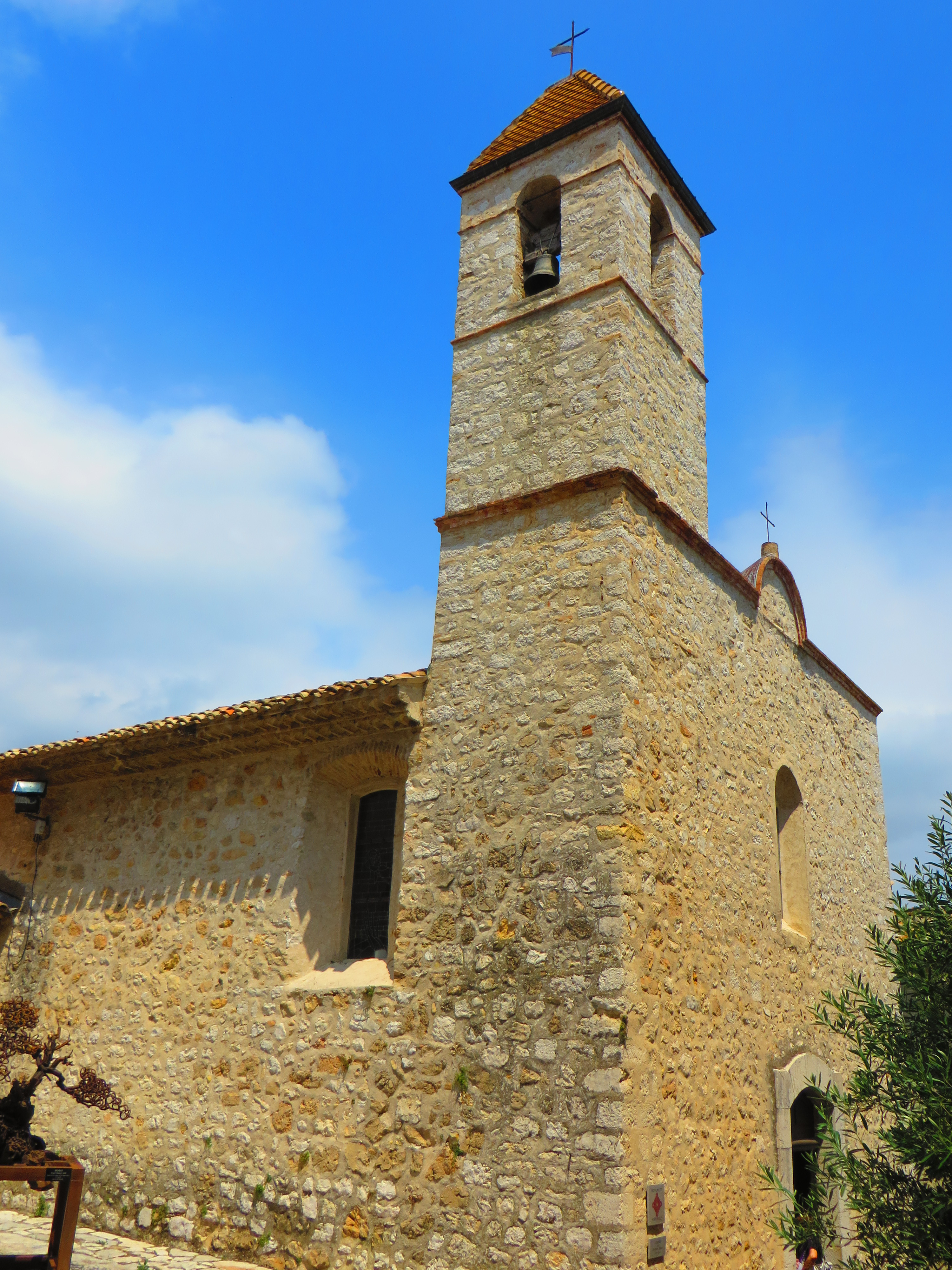
Chapelle des pénitents blancs.
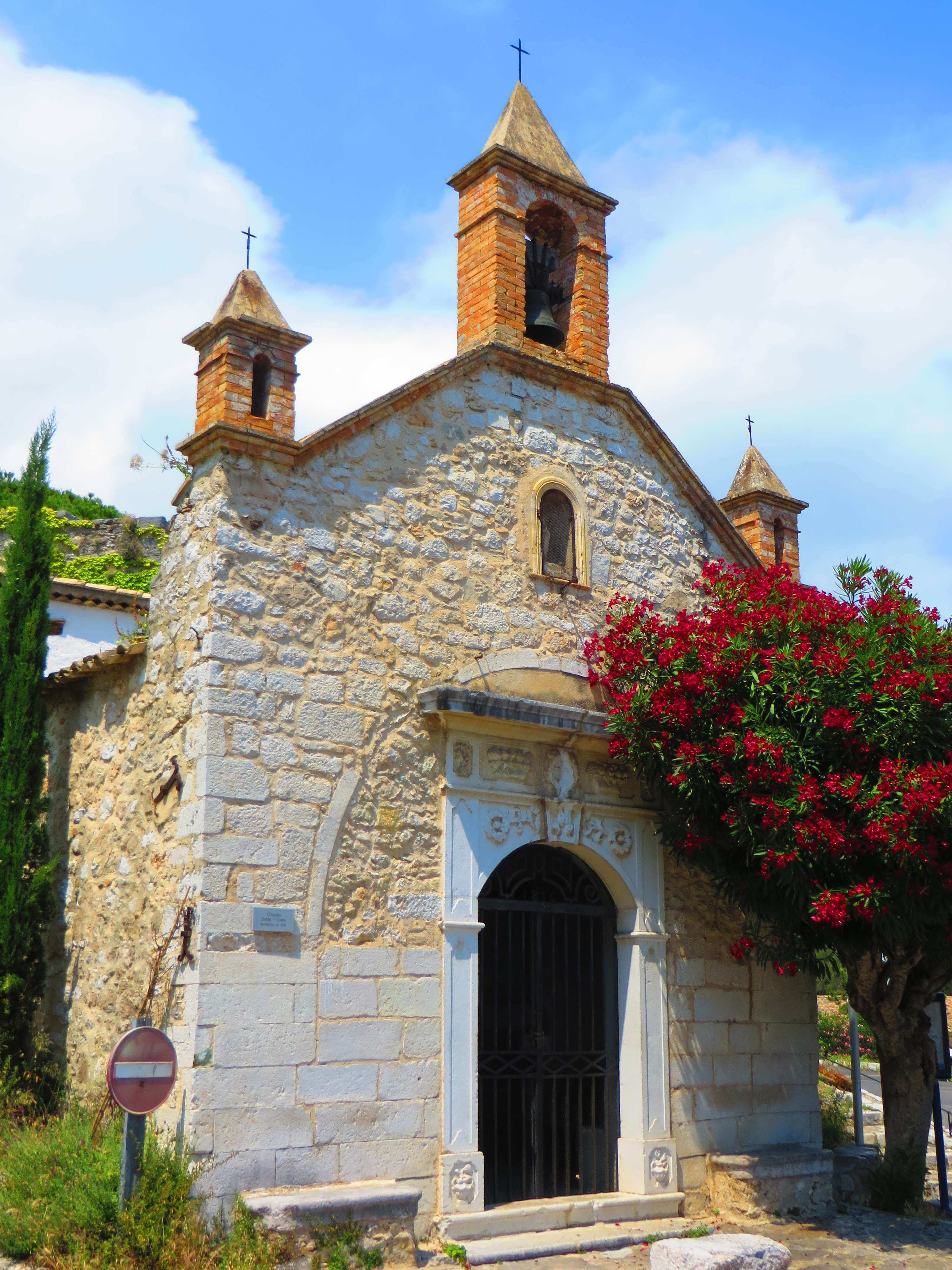
Chapelle Sainte Claire.
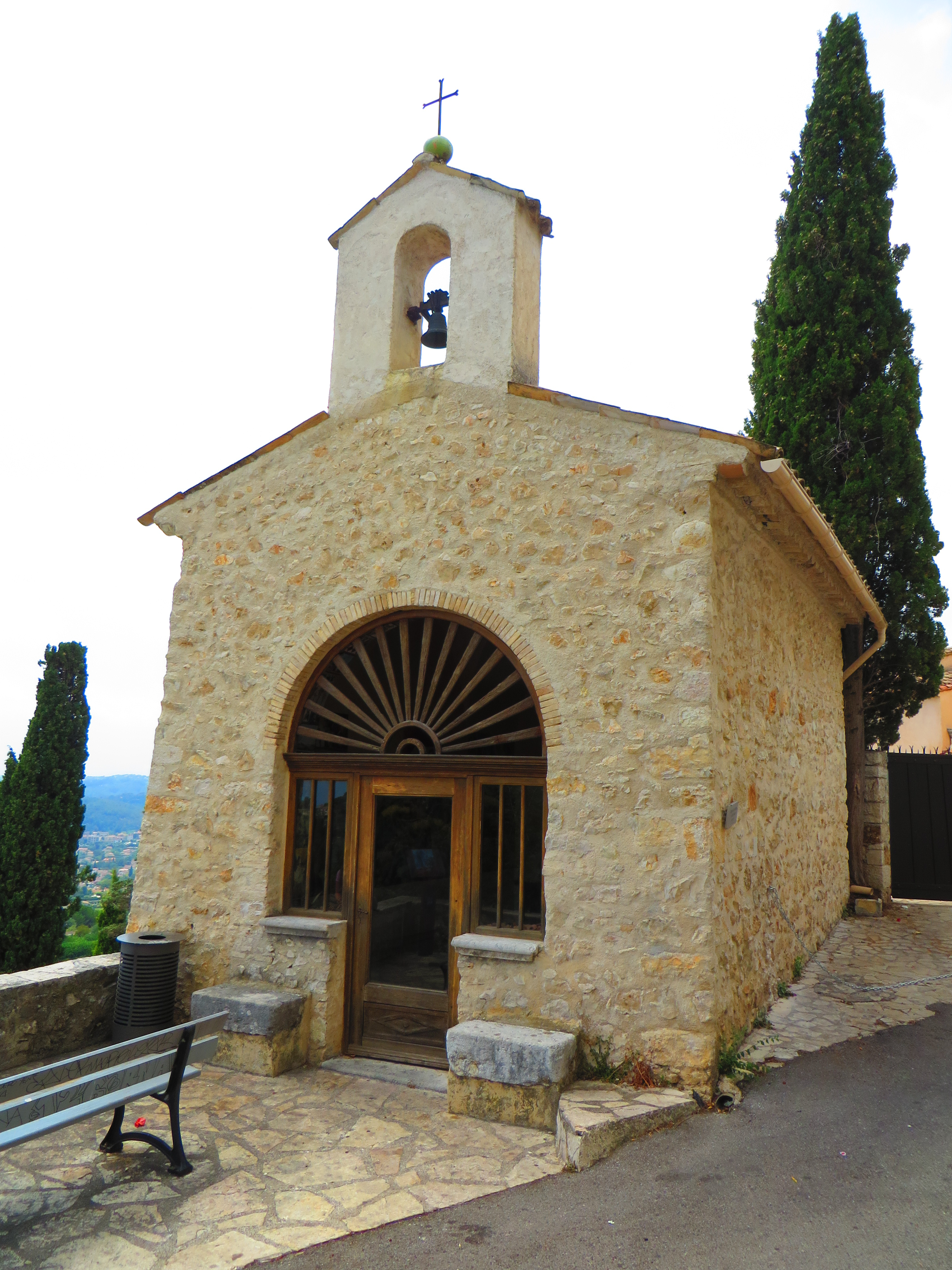
Chapelle Saint-Claude-et-Saint-Charles.
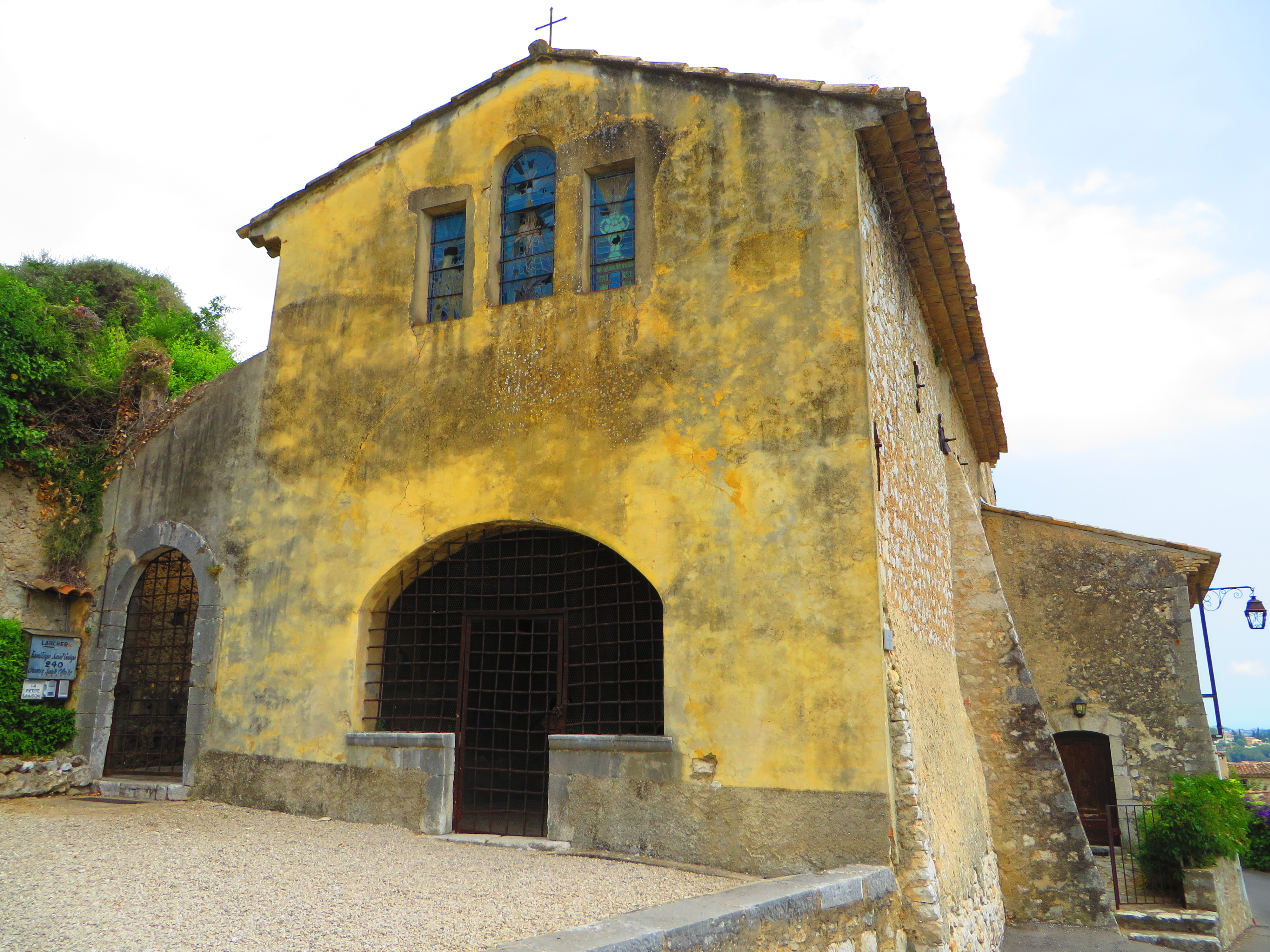
Chapelle Notre Dame de la Gardette.
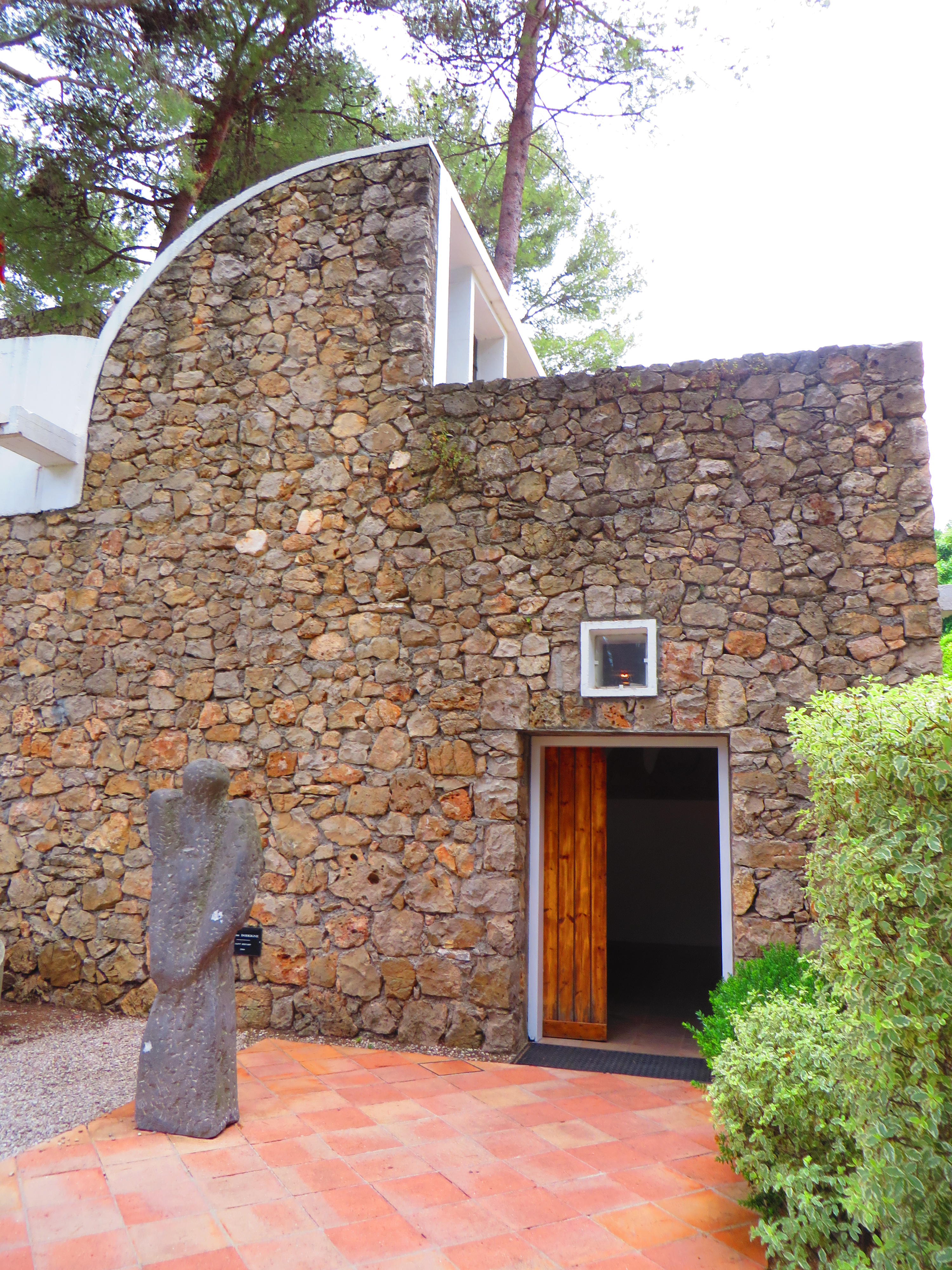
Chapelle Saint Bernard.
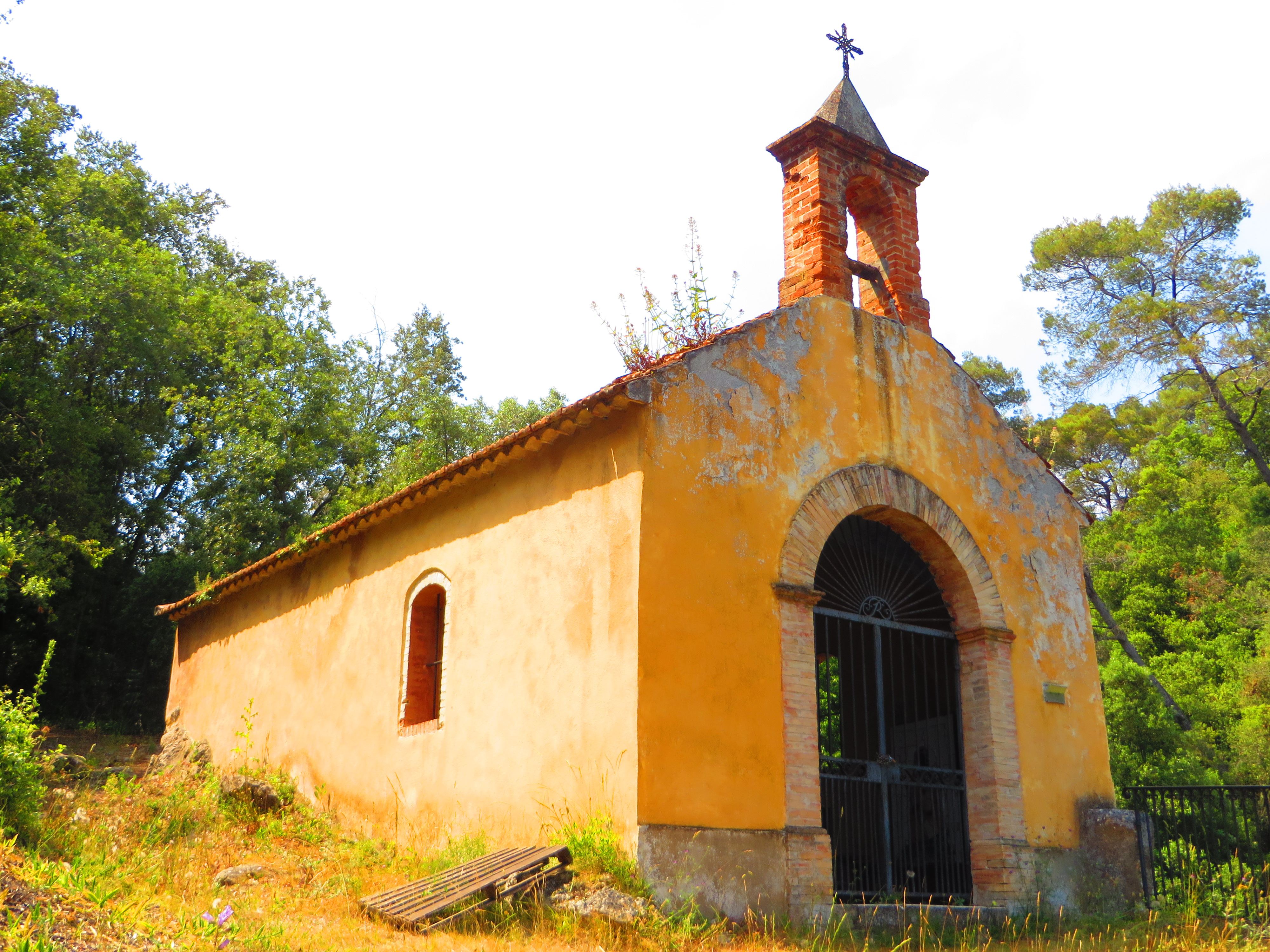
Chapelle Saint Roch.
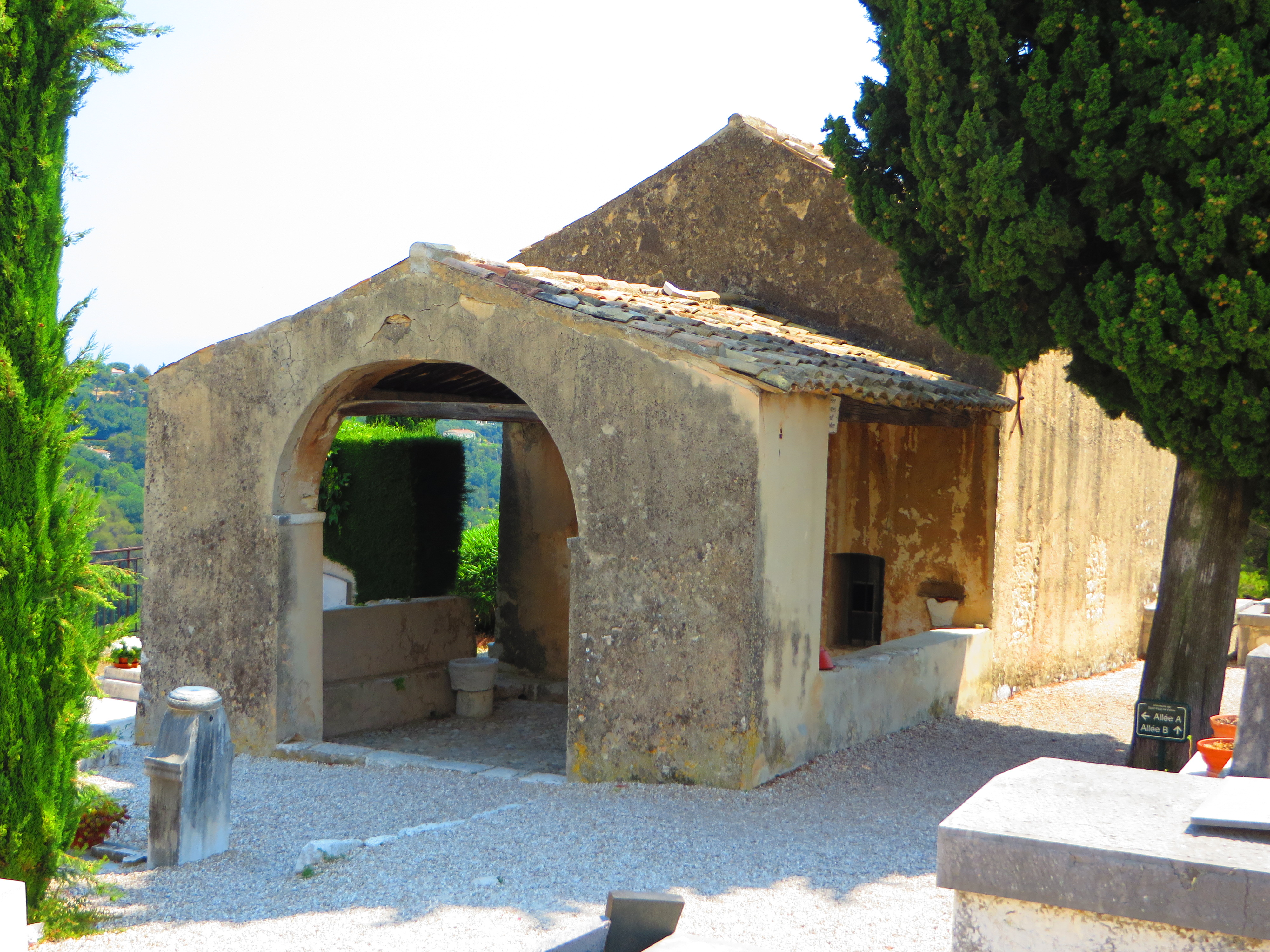
Chapelle Saint-Michel du cimetière.
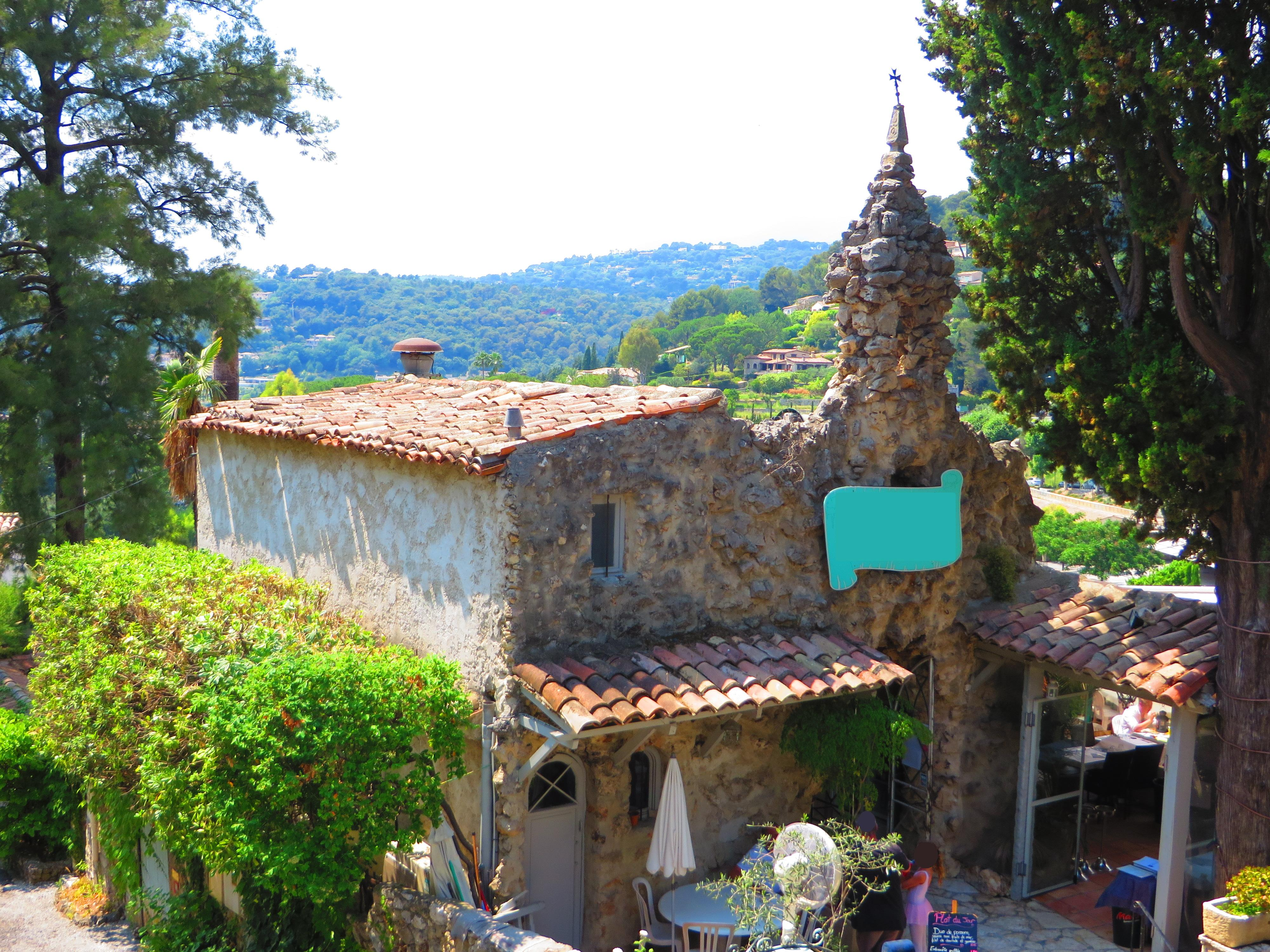
Chapelle du restaurant.
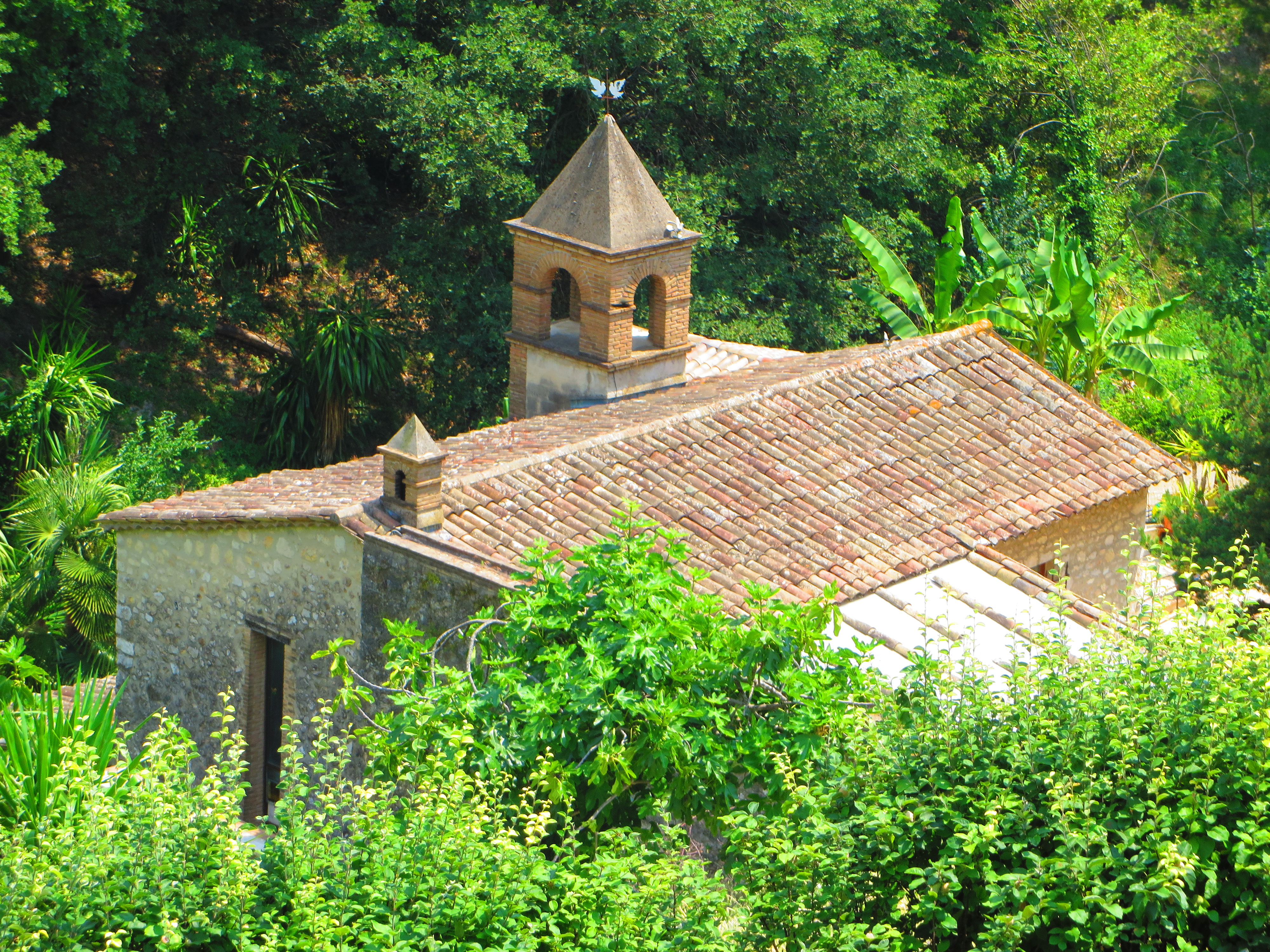
Chapelle de Fontette.
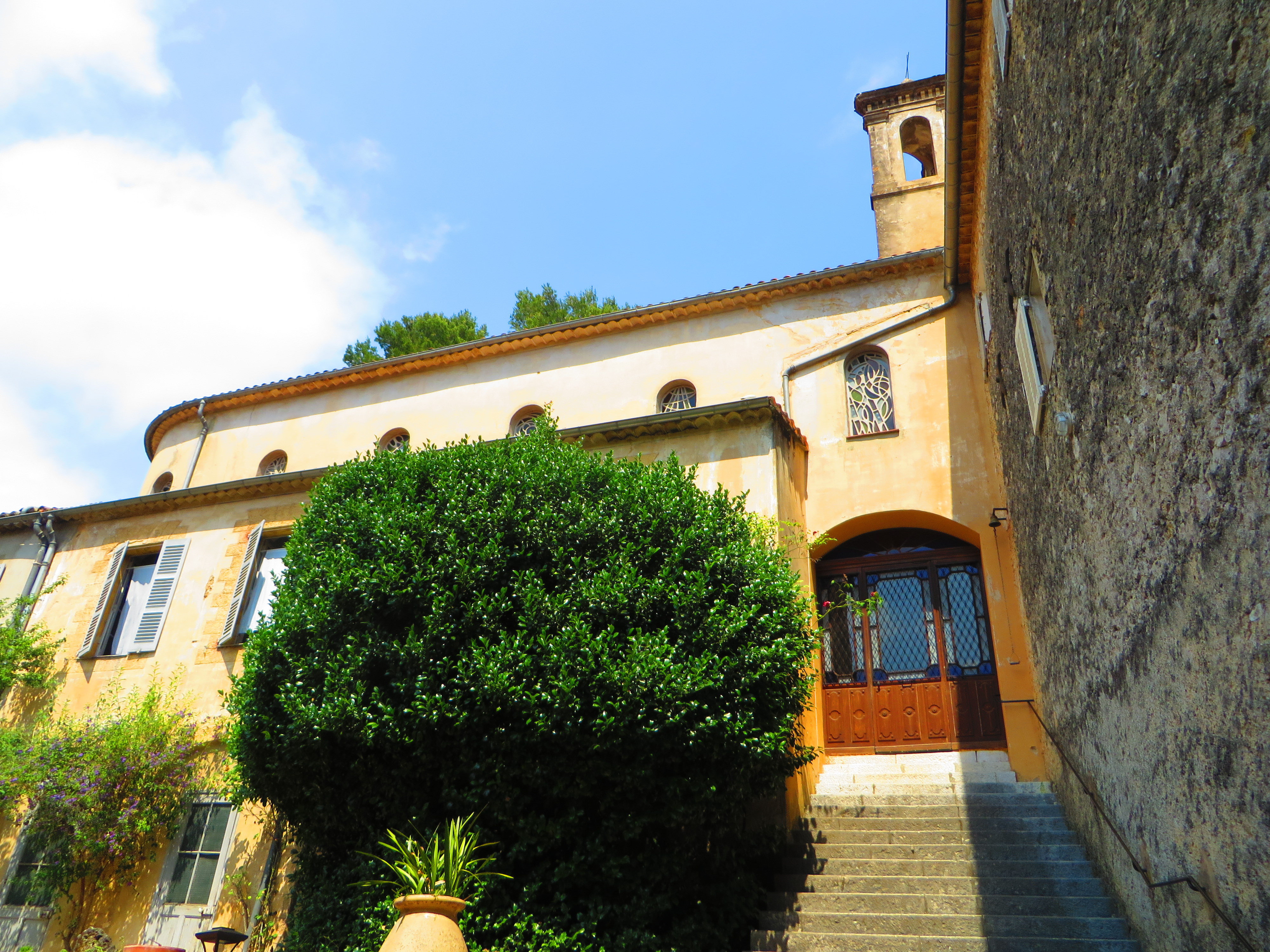
Chapelle des sœurs dominicaines.
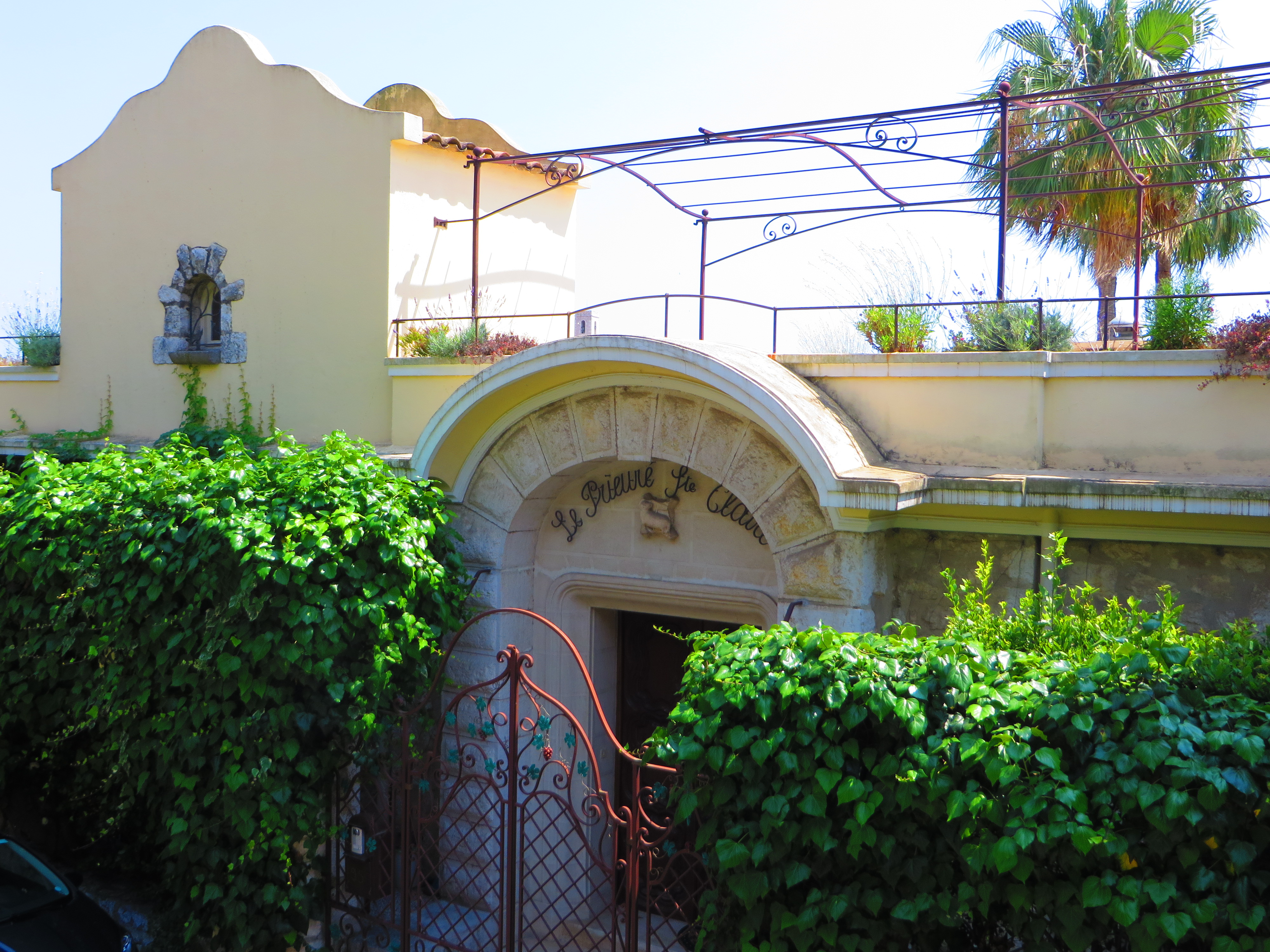
Prieuré Sainte Claire.

### Saint-Paul-de-Vence et la philatélie
Un timbre postal, d'une valeur de 0,15 franc représentant la ville, dessiné par Pierre Ambrogiani et gravé par Robert Cami, a été émis le 9 octobre 1961, avec une oblitération Premier jour le 7 dans la ville.
Un autre timbre de valeur permanente a été émis en 2009 valable pour le monde entier. Valeur à la date d'émission : 0,70 euro.

### Saint-Paul-de-Vence dans la chanson
- Dans la chanson Nationale 7 de Charles Trenet, Saint-Paul-de-Vence est la ville « dont Paris est la banlieue », même si la nationale 7 ne passait pas directement par Saint-Paul-de-Vence, mais à quelques kilomètres de là, à Cagnes-sur-Mer.
- La ville est le sujet de la chanson Saint-Paul-de-Vence par Pierre Barouh, disponible sur l'album Le Pollen (ré-édité en 2001 sur CD).
- Elle est citée dans La Java de Broadway de Michel Sardou et dans les chansons Ma Môme et Les Noctambules de Jean Ferrat, ainsi que dans Cette fille c'était moi de Michèle Torr.
- Saint-Paul-de-Vence est une chanson interprétée par Isabelle Aubret avec des paroles de Pierre Grosz et une musique de Cyril Assous. Cette chanson compose l'album Le monde chante, des Disques Gérard Meys, de 1984.

## Personnalités liées à la commune
- Louis Maximin Raybaud, homme politique né le 5 novembre 1760 à Saint-Paul-de-Vence (Alpes-Maritimes) et décédé le 27 août 1842 à La Colle-sur-Loup (Alpes-Maritimes).
- Laurent Jean Baptiste Bérenger-Féraud, chirurgien de la marine, né à Saint-Paul-de-Vence en 1832, mort à Toulon en 1900.
- De nombreux artistes et écrivains ont fréquenté le village, et notamment l'auberge de La Colombe d'or, parmi lesquels Matisse, Modigliani, Jean Giono, Jacques Prévert, Yves Montand, James Baldwin[29], Simone Signoret, Mylène Farmer, Norge, Patrick Raynal, Cyril de La Patellière, Lino Ventura et Bernard Blier.
- Roger Féral y passait ses vacances et réalisait des émissions de Télé-Paris à partir de la Colombe d'Or.
- Marc Chagall y vécut pendant dix-neuf ans et repose au cimetière.
- Jean Lurçat, 1892-1966, rénovateur de la tapisserie contemporaine, est mort à Saint-Paul-de-Vence.
- Célestin Freinet enseigna à Saint-Paul-de-Vence de 1928 à 1933. Il entra en conflit avec la mairie qui refusait de faire les indispensables travaux d'entretien de son école. Le maire, ainsi que quelques notables locaux affiliés à l'extrême droite française, avec l'aide propagandiste du journal L'Éclaireur de Nice, demandait le déplacement de Freinet et de son épouse Élise, les accusant de faire en classe du « bolchévisme ». Ce conflit, qui prit rapidement l'ampleur d'une affaire nationale, amena Freinet à créer sa propre école à Vence (1935).
- Norge, 1898-1990, poète belge de langue française, était antiquaire à Saint-Paul-de-Vence.
- André Verdet, 1913-2004, poète, peintre, sculpteur et céramiste français, était habitant de Saint-Paul. Son buste, exécuté en novembre 1999 par le sculpteur Cyril de La Patellière, se trouve au château-musée Grimaldi du Haut-de-Cagnes. Il faisait partie de son importante donation. Le musée de la maison du Grand Fauconnier de Cordes-sur-Ciel (Tarn) possède l'exemplaire original de ce buste.
- Elie Bernadac (1913-1999), artiste-peintre, y exposait en permanence[30],[31].
- Paul Frère, pilote automobile et journaliste belge, vécut à Saint-Paul de nombreuses années.
- Pierre Laffitte (1925-2021), né dans la commune, élève de Célestin Freinet, sénateur des Alpes-Maritimes de 1985 à 2008, est conseiller municipal de Saint-Paul de 1968 à 2021.
- Aldo Maccione vit actuellement dans la commune.
- Georges Géret (1924-1996), acteur de théâtre et de cinéma, vécut à Saint-Paul-de-Vence et repose au cimetière.
- Le chanteur Jon Anderson y vécut de 1980 à 1985.
- L'écrivain américain James Baldwin y est mort en 1987.
- L'acteur Donald Pleasence y est mort en 1995.
- Le peintre néerlando-américain Albert Dolmans
- Jacques Morali (1947-1991), auteur et compositeur de disco music (Village People, YMCA), vécut à Saint-Paul-de-Vence et repose au cimetière de Vence.
- Théo Tobiasse, artiste-peintre, dessinateur, sculpteur, y vécut de 1976 à son décès en 2012. Il est l'auteur de la sculpture monumentale en bronze, La Vénus de Saint-Paul-de-Vence, installée à l'entrée du village en 2007.